# 일본 참의원 의원 통상선거
일본 참의원 의원 통상선거(일본어: 参議院議員通常選挙 산기인 기인 쓰조센쿄[*])는 참의원 의원을 선출하기 위한 일본의 선거다. 줄여서 단순히 통상선거(일본어: 通常選挙)라고도 하며 혹은 참원선(일본어: 参院選)이라고도 한다.
1947년에 첫 선거가 시행되었고 이후 3년마다 정기적으로 선거가 치러지고 있다. 서력기원으로 3의 배수가 되는 해마다 선거가 이루어지며 지지로는 호랑이해, 뱀해, 원숭이해, 돼지해에 해당한다. 호랑이해에 치러지는 참원선은 투표율이 상승하는 호랑이해 현상이 관측되며돼지해에 치러지는 돼지해 선거에선 자유민주당이 패배한 적이 많았다.
첫 선거는 4월에 시행되었지만 1956년부턴 6월 혹은 7월에 선거가 이루어졌다가 1986년부턴 7월로 고정되었다.
일반적으로 참원선은 임기 만료 30일 전부터 임기 만료일 사이에 행해진다. 그러나 선거 실시 기간에 참의원이 개회중이거나 참의원 폐회일로부터 23일 이내인 경우에는 참의원 폐회일로부터 24일 이후 30일 이내에 실시한다. 이 경우에는 임기가 만료한 다음에 선거가 시행될 수도 있다.
참원선은 3년마다 실시되므로 참원선이 끝나도 참의원 의원이 모두 교체되지는 않는다. 이로 인해 중의원 의원을 선출하는 선거를 총선거라 부르는 데 비해 참의원 의원을 선출하는 선거는 통상선거라고 한다. 다만 중의원과 참의원은 모두 일본 국회를 구성하며 「일본국 헌법」 제7조제4호가 국회의원 총선거란 표현을 사용하고 있는 점에서 참원선을 총선거라 부르는 것이 잘못되었다고 볼 수는 없다. 선거 대상이 되는 의원들은 개선 의원이라 하며 선거 대상이 아닌 의원들은 비개선 의원이 된다. 참고로 참의원 의원 통상선거는 시행일로부터 적어도 17일 전에는 공시해야 한다.
선거는 투표로 진행하며 선거구에 출마한 후보자와 비례대표에 출마한 후보자에게 각각 한 표씩 행사한다. 특별한 규정이 없는 한 선거구 선거는 각 도도부현선거관리위원회가 관할하며 비례대표 선거는 중앙선거관리위원회가 관할한다.
선거에서 선출된 의원의 임기는 6년으로 전임자의 임기가 만료되는 다음 날부터 기산한다. 다만 전임자의 임기가 만료된 후에 참원선이 치러지면 선거 당일부터 기산한다.
참원선을 치르면 임기가 시작하는 날부터 30일 이내에 임시국회를 소집해야 한다. 다만 그 기간 안에 통상국회나 특별국회가 소집되거나 중원선이 진행중일 때는 소집하지 않을 수 있다.

## 선거권과 피선거권
참의원 의원이 될 자격과 참원선에 참여할 자격은 「공직선거법」에 규정되어 있다. 선거권은 일본국적을 가진 만 18세 이상인 사람이면 누구나 가진다. 참원선이 처음 시행될 때는 선거권이 만 20세 이상에게 주어졌는데 2015년 6월 개정 「공직선거법」에 따라 선거연령이 하향됐다.
다만 ▲금고 이상의 형을 선고받고 그 집행이 끝나지 않은 자 ▲금고 이상의 형을 선고받고 그 집행을 받지 아니하기로 확정되지 않은 ▲공직에 있는 동안 「형법」 제197조~제197조의4가 규정한 죄 혹은 「공직에 있는 자 등의 알선 행위에 따른 이익 등의 처벌에 관한 법률」 제1조가 규정한 죄에 따라 처벌받고 그 집행이 끝나지 않았거나 그 집행의 면제를 받은 자 중에서 집행이 끝났거나 집행의 면제를 받은 날부터 5년이 지나지 않은 자 혹은 그 형의 집행유예를 받은 자 ▲법정선거, 투표, 국민심사에 관한 범죄를 저질러 금고 이상의 형을 선고받아 집행유예를 받은 자는 선거권을 행사할 수 없다.
피선거권은 일본국적을 가진 만 30세 이상인 사람이면 누구나 가진다. 다만 선거권을 가지지 못하는 사유에 속하는 사람은 피선거권도 행사할 수 없다.

## 선거 방식
의원 정수, 선거구, 투표 방법 등은 「공직선거법」에 규정되어 있다. 현재 의원 정수는 248명이지만 3년마다 반수를 개선하기 때문에 선거구 의석은 74개, 비례대표 의석은 50개다. 하나의 도도부현이 하나의 선거구를 구성하지만 돗토리현·시마네현과 도쿠시마현·고치현은 인구가 부족해 합동선거구로 되어 있다. 비례대표는 전국을 단일 선거구로 한다.
비례대표에 선거구에 입후보하기 위해서 정당은 ▲소속된 중의원 혹은 참의원 의원이 5명 이상일 것 ▲직전에 행해진 중원선 혹은 참원선에서 유효 득표 총수의 2% 이상을 득표했을 것 ▲참여하려는 참원선에 입후보자를 최소 10명 공천할 것 등 세 가지 조건을 지켜야 한다.
중원선과 달리 중복 입후보 제도를 채택하고 있지 않으므로 선거구 출마와 비례대표 출마를 동시에 할 수 없다.

### 선거구제
선거인은 투표 용지에 한 명의 후보자 이름만을 직접 적어서 투표하는데 이를 자서식 투표라 한다. 각 선거구별 최다 득표자부터 의원 정수에 달할 때까지의 후보들이 모두 당선자가 된다. 다만 유효투표수의 1/6을 얻지 못하면 의원 정수에 들어도 당선되지 않은 것으로 한다.
다음의 표는 참의원 선거구 목록이다.
| 선거구                   | 의원 정수 | 유권자 수    |
| ------------------------ | --------- | ------------ |
| 홋카이도 선거구          | 6명       | 4,424,026명  |
| 아오모리현 선거구        | 2명       | 1,054,074명  |
| 이와테현 선거구          | 2명       | 1,017,716명  |
| 미야기현 선거구          | 2명       | 1,913,773명  |
| 아키타현 선거구          | 2명       | 819,474명    |
| 야마가타현 선거구        | 2명       | 887,219명    |
| 후쿠시마현 선거구        | 2명       | 1,545,913명  |
| 이바라키현 선거구        | 4명       | 2,399,889명  |
| 도치기현 선거구          | 2명       | 1,612,425명  |
| 군마현 선거구            | 2명       | 1,598,441명  |
| 사이타마현 선거구        | 8명       | 6,164,504명  |
| 지바현 선거구            | 6명       | 5,279,312명  |
| 가나가와현 선거구        | 8명       | 7,732,893명  |
| 야마나시현 선거구        | 2명       | 680,538명    |
| 도쿄도 선거구            | 12명      | 11,554,700명 |
| 니가타현 선거구          | 2명       | 1,842,601명  |
| 도야마현 선거구          | 2명       | 867,580명    |
| 이시카와현 선거구        | 2명       | 935,591명    |
| 후쿠이현 선거구          | 2명       | 628,446명    |
| 나가노현 선거구          | 2명       | 1,710,930명  |
| 기후현 선거구            | 2명       | 1,633,395명  |
| 시즈오카현 선거구        | 4명       | 3,016,115명  |
| 아이치현 선거구          | 8명       | 6,111,083명  |
| 미에현 선거구            | 2명       | 1,460,720명  |
| 시가현 선거구            | 2명       | 1,152,633명  |
| 교토부 선거구            | 4명       | 2,084,943명  |
| 오사카부 선거구          | 8명       | 7,302,647명  |
| 효고현 선거구            | 6명       | 4,539,287명  |
| 나라현 선거구            | 2명       | 1,121,510명  |
| 와카야마현 선거구        | 2명       | 786,202명    |
| 돗토리현·시마네현 선거구 | 2명       | 1,006,575명  |
| 오카야마현 선거구        | 2명       | 1,550,291명  |
| 히로시마현 선거구        | 4명       | 2,297,308명  |
| 야마구치현 선거구        | 2명       | 1,120,406명  |
| 도쿠시마현·고치현 선거구 | 2명       | 1,196,984명  |
| 가가와현 선거구          | 2명       | 800,572명    |
| 에히메현 선거구          | 2명       | 1,121,812명  |
| 후쿠오카현 선거구        | 6명       | 4,223,753명  |
| 사가현 선거구            | 2명       | 667,054명    |
| 나가사키현 선거구        | 2명       | 1,092,899명  |
| 구마모토현 선거구        | 2명       | 1,440,373명  |
| 오이타현 선거구          | 2명       | 941,523명    |
| 미야자키현 선거구        | 2명       | 887,608명    |
| 가고시마현 선거구        | 2명       | 1,319,420명  |
| 오키나와현 선거구        | 2명       | 1,178,239명  |

### 비례대표제
선거구제와 마찬가지로 자서식 투표를 하며 한 명의 후보자를 지지하거나 하나의 정당을 지지할 수 있다. 정당별 당선자 수는 후보자 개인 득표와 정당 득표를 합산해 동트식으로 결정하고 구체적인 당선자는 각 정당별로 개인표의 순위를 매겨 상위권부터 비구속명부식으로 결정한다.

## 연혁
- 1947년: 「참의원 의원 선거법」이 공포됨. 전국구제를 채택.
- 1950년: 「공직선거법」 시행.
- 1983년: 전국구제를 정당명부식 비례대표제로 개편.
- 1998년: 투표 시간 연장. 부재자 투표의 요건을 완화.
- 2001년: 비구속명부식 비례대표제로 개편.
- 2015년: 선거 연령을 만 18세로 하향함.

## 역대 참의원 의원 통상선거
| 회차   | 실시 내각                         | 투표 날짜       | 투표 요일 | 투표율 | 의원 정수 | 개선 의석 | 임기 만료된 날짜 | 비고                                                   |
| ------ | --------------------------------- | --------------- | --------- | ------ | --------- | --------- | ---------------- | ------------------------------------------------------ |
| 제1회  | 제1차 요시다 내각                 | 1947년 4월 20일 | 일요일    | 61.12% | 250명     |           | 1953년 5월 2일   | 득표율이 낮은 당선자 절반은 1950년 5월 2일에 임기 만료 |
| 제2회  | 제3차 요시다 내각                 | 1950년 6월 4일  | 일요일    | 72.19% | 250명     | 125석     | 1956년 6월 3일   | 임기 만료 후에 치러진 선거                             |
| 제3회  | 제4차 요시다 내각                 | 1953년 4월 24일 | 금요일    | 63.18% | 250명     | 125석     | 1959년 5월 2일   |                                                        |
| 제4회  | 제3차 하토야마 이치로 내각        | 1956년 7월 8일  | 일요일    | 62.11% | 250명     | 125석     | 1962년 7월 7일   | 임기 만료 후에 치러진 선거                             |
| 제5회  | 제2차 기시 내각                   | 1959년 6월 2일  | 화요일    | 58.75% | 250명     | 125석     | 1965년 6월 1일   | 임기 만료 후에 치러진 선거                             |
| 제6회  | 제2차 이케다 내각                 | 1962년 7월 1일  | 일요일    | 68.22% | 250명     | 125석     | 1968년 7월 7일   |                                                        |
| 제7회  | 제1차 사토 내각                   | 1965년 7월 4일  | 일요일    | 67.02% | 250명     | 125석     | 1971년 7월 1일   | 임기 만료 후에 치러진 선거                             |
| 제8회  | 제2차 사토 내각                   | 1968년 7월 7일  | 일요일    | 68.94% | 250명     | 125석     | 1974년 7월 7일   | 오키나와현에서 첫 선거 참여                            |
| 제9회  | 제3차 사토 내각                   | 1971년 6월 27일 | 일요일    | 59.24% | 252명     | 126석     | 1977년 7월 10일  |                                                        |
| 제10회 | 제2차 다나카 가쿠에이 내각        | 1974년 7월 7일  | 일요일    | 73.2%  | 252명     | 126석     | 1980년 7월 7일   |                                                        |
| 제11회 | 후쿠다 다케오 내각                | 1977년 7월 10일 | 일요일    | 68.49% | 252명     | 126석     | 1983년 7월 9일   | 임기 만료 후에 치러진 선거                             |
| 제12회 | 제2차 오히라 내각                 | 1980년 6월 22일 | 일요일    | 74.54% | 252명     | 126석     | 1986년 7월 7일   | 양원 동시 선거                                         |
| 제13회 | 제1차 나카소네 내각               | 1983년 6월 26일 | 일요일    | 57%    | 252명     | 126석     | 1989년 7월 9일   |                                                        |
| 제14회 | 제2차 나카소네 내각 (제2차 개조)  | 1986년 7월 6일  | 일요일    | 71.36% | 252명     | 126석     | 1992년 7월 7일   | 양원 동시 선거                                         |
| 제15회 | 우노 내각                         | 1989년 7월 23일 | 일요일    | 65.02% | 252명     | 126석     | 1995년 7월 22일  | 임기 만료 후에 치러진 선거                             |
| 제16회 | 미야자와 내각                     | 1992년 7월 26일 | 일요일    | 50.72% | 252명     | 126석     | 1998년 7월 25일  | 임기 만료 후에 치러진 선거                             |
| 제17회 | 무라야마 내각                     | 1995년 7월 23일 | 일요일    | 44.52% | 252명     | 126석     | 2001년 7월 22일  | 임기 만료 다음 날에 치러진 선거                        |
| 제18회 | 제2차 하시모토 내각 (개조)        | 1998년 7월12일  | 일요일    | 58.84% | 252명     | 126석     | 2004년 7월 25일  |                                                        |
| 제19회 | 제1차 고이즈미 내각               | 2001년 7월29일  | 일요일    | 56.44% | 247명     | 121석     | 2007년 7월 28일  | 임기 만료 후에 치러진 선거                             |
| 제20회 | 제2차 고이즈미 내각               | 2004년 7월 11일 | 일요일    | 56.57% | 242명     | 121석     | 2010년 7월 25일  |                                                        |
| 제21회 | 제1차 아베 신조 내각              | 2007년 7월 29일 | 일요일    | 58.64% | 242명     | 121석     | 2013년 7월 28일  | 임기 만료 후에 치러진 선거                             |
| 제22회 | 간 내각                           | 2010년 7월 11일 | 일요일    | 57.92% | 242명     | 121석     | 2016년 7월 25일  |                                                        |
| 제23회 | 제2차 아베 신조 내각              | 2013년 7월 21일 | 일요일    | 52.61% | 242명     | 121석     | 2019년 7월 28일  |                                                        |
| 제24회 | 제3차 아베 신조 내각 (제1차 개조) | 2016년 7월 10일 | 일요일    | 54.7%  | 242명     | 121석     | 2022년 7월 25일  |                                                        |
| 제25회 | 제4차 아베 신조 내각 (제1차 개조) | 2019년 7월 21일 | 일요일    | 48.8%  | 245명     | 124석     | 2025년 7월 28일  |                                                        |
| 제26회 | 제2차 기시다 내각                 | 2022년 7월 10일 | 일요일    | 52.05% | 248명     | 124석     | 2028년 7월 25일  |                                                        |

## 기타 기록
- 역대 최고 투표율: 제12회 선거(74.54%)
- 역대 최저 투표율: 제17회 선거(44.52%)

## 같이 보기
- 일본의 선거
- 일본 참의원 의원 목록
- 일본 중의원 의원 총선거